# TT235
La tombe thébaine TT 235 est située à Gournet Mourraï, dans la nécropole thébaine, sur la rive ouest du Nil, face à Louxor en Égypte.
C'est la tombe d'un dénommé Ouserhat, grand prêtre de Montou à la XXe dynastie.